# Rhynchosia yucatanensis
Rhynchosia yucatanensis är en ärtväxtart som beskrevs av John Wesley Grear. Rhynchosia yucatanensis ingår i släktet Rhynchosia och familjen ärtväxter. Inga underarter finns listade i Catalogue of Life.